# Georg Friedrich Kraus
Georg Friedrich Kraus (auch: Krause; * 10. März 1718 in Wittenberg; † 4. Januar 1784 ebenda) war ein deutscher Rechtswissenschaftler.

## Leben
Geboren als Sohn des Wittenberger Professors für Rechte Johann Gottfried Kraus und dessen Frau Christiane Elisabeth, die Tochter des kurfürstlichen Appellationsrates, Assessors an der juristischen Fakultät und Ratssyndikus Johann Paul Schröter, wurde er seit frühster Jugend auf einen akademischen Werdegang vorbereitet. Neben dem Unterricht von Privatlehrern, besuchte er die Wittenberger Stadtschule, die unter dem Rektorat von Johann Andreas Boden stand.
Im Oktober 1733 wurde er in Matrikel der Universität Wittenberg eingetragen, begann dort 1735 ein Studium und verfolgte dabei einen juristischen Studienweg. Dazu legte er den Grund in den philosophischen Wissenschaften. Bei Friedrich Christian Baumeister machte er sich mit der Logik vertraut, absolvierte bei Johann Friedrich Weidler die Mathematik und Georg Matthias Bose die Physik. Dann nahm er sich das Studium der Rechtswissenschaften vor.
Sein erster Lehrer war zunächst sein Vater. Aber auch die Vorlesungen von Augustin Leyser, Gebhard Christian Bastineller Christoph Ludwig Crell, Andreas Florens Rivinus, Gottfried Ludwig Mencke der Ältere und Johann Wilhelm Hoffmann frequentierte er. So machte er sich mit dem Naturrecht, dem bürgerlichen Recht, dem geistlichen Recht, dem lehnrecht, dem Kriminalrecht, der Rechtsgeschichte und dem Prozessrecht vertraut. Unter Leyser erwarb er sich 1743 mit der Disputation de poena rapinae, ejus maxime, quae permutando sit in Saxonia, das Recht akademische Vorlesungen zu halten.
Nachdem er am 2. Januar 1745 sein Examen zum Notar abgelegt hatte, promovierte er am 12. Februar 1745 unter Rivinus mit der Streitschrift de jure faciei in foro ciuili, zum Lizentiaten und Doktor der Rechtswissenschaften. 1749 wurde er als außerordentlicher Professur, als Titulorum de Verb. Signif et de Regulis Juris, der Pandekten, berufen und übernahm 1750 die Stelle. Noch im selben Jahr wurde man auf ihn in Danzig aufmerksam. Dort bot man ihm 1751 eine Stelle als Inspektor des Gymnasiums und Gymnasialprofessor für die Rechtswissenschaften und Geschichte des Akademischen Gymnasiums in Danzig, welche er am 30. März mit der Rede de arte juris, et causis, cur pauci ad eam adscendant, cum usus juris sit apud multos, antrat.
Er kehrte aber bereits 1753 in seine Heimat zurück, wo er zunächst ordentlicher Professor des Lehnrechts wurde und er war damit verbunden Beisitzer in der Wittenberger Juristenfakultät geworden. Nach seiner Antrittsrede de nouatorum in jurisprudentiam meritis, las er sechs Jahre lang über alle Bereiche der Rechtswissenschaften an der juristischen Fakultät. 1759 wurde er ordentlicher Professor der Institutionen, Beisitzer des Hofgerichts und des Schöppenstuhls. 1761 berief man ihn zum Beisitzer am Wittenberger Konsistorium, 1763 wurde er Professor des Digestum infortiatum et novum, 1764 Professor des Digestum vetus und 1765 Professor des Kodex.
Kraus wurde am 10. Mai 1782 Professor der Dekretalien, Senior der Juristenfakultät, Direktor des Wittenberger Konsistoriums und erster Beisitzer des Hofgerichtes und Schöppenstuhls. Nachdem er als Ordinarius der juristischen Fakultät 1762, 1763, 1765, 1767, 1770, 1773, 1776, 1779 sowie 1782 vorgestanden hatte, bekleidete er in den Sommersemestern 1779, 1773 und 1765 das Rektorat der Wittenberger Akademie. Er hat sich am Aufbau der zerstörten Wittenberger Schlosskirche beteiligt und privat eine Sammlung natürlicher Seltenheiten angelegt. Dabei hat er im Stillen allerlei Versuche gemacht.

## Familie
Krause hatte am 19. Mai 1763 seine anverwandte Elenora Friderika Christiane († 1783), die Tochter des kurfürstlich sächsischen Hof und Justizrates, auch Dechant des Stiftes Wurzen, Ludwig August Schröter (* 1693; † 19. Januar 1738 in Dresden), geheiratet. Aus dieser Ehe sind folgende Kinder bekannt:
- August Paul Gottfried (* 7. August 1709 in Wittenberg; † 11. März 1729 ebenda) war JUC und Mag. Phil.
- Christiane Elisabeth (* 1. Oktober 1711 in Wittenberg; † 4. März 1746 ebenda)
- Maria Sophia (* 28. Dezember 1713 in Wittenberg; † 3. März 1771 ebenda)
- Euphrosina Christiana (* 12. März 1716 in Wittenberg; † 24. Mai 1795 ebenda)
- Georg Friedrich (* 10. März 1718 in Wittenberg; † 4. Januar 1784 ebenda)
- Johanna Maria (* 29. Juli 1720 in Wittenberg)
- Johann Karl (* 1. Februar 1722 in Wittenberg)
- Gottfried Ludwig (* 16. August 1723 in Wittenberg)
- Johanna Dorothea (* 27. April 1727 in Wittenberg)

## Werkauswahl
- (Als Respondent) Diss. De Poena Rapinae Eius Maxime Quae Permutando Fit In Saxonia. Schlomach, Wittenberg 1743. (Digitalisat)
- (Als Respondent) Diss. inaugural, de jure faciei in foro ciuili. Eichsfeld, Wittenberg 1745. (Digitalisat)
- Theses quasdam iuris controversi. (Resp. Johann August Schröter) Eichsfeld, Wittenberg 1745. (Digitalisat)
- Theses Iuris Controversi In Doctrina De Legibus Et Privilegiis. (Resp. Johann Salomo Hausdorf) Schlomach, Wittenberg 1747. (Digitalisat)
- Theses Ivris Controversi In Doctrina De Statv Hominvm. (Resp. August Mirvs Skesgen) Schlomach,  Wittenberg 1747.
- Exercitatio iuridica De pecunia a pupillo sine tutoris auctoritate soluta damno creditoris pereunte. (Resp. Gotthelf Friedrich Kraus) Eichsfeld, Wittenberg 1748. (Digitalisat)
- Theses Qvasdam Ivris Controversi In Doctrina De Legitimatione Et Adoptione. (Resp. Adolf Wilhelm Besser) Eichfeld, Wittenberg 1748.
- Theses de jurisdictone. Wittenberg 1748.[1]
- Exercitatio iuridica de potestate appellandi iudicem a sententia arbitri. (Resp. Christoph Sigismund Ernst) Schlomach, Wittenberg 1749. (Digitalisat)
- Theses Iuris Controversi In Doctrina De In Ius Vocando. (Resp. Johannes Gotthelf Frenzel) Eichsfeld, Wittenberg 1749. (Digitalisat)
- Theses Ivris Controversi In Doctrina De Qvaestionibvs. Schlomach, Wittenberg 1749.
- Theses iuris controversi occasione tituli Pandectar. L. II. T. XIII. de edendo. (Resp. Christian Gottlieb Loewel) Haken, Wittenberg 1749. (Digitalisat)
- Observationes de indole actionis publicianae.(Resp. Andreas Gotthelf Rachliz) Schlomach, Wittenberg 1749. (Digitalisat)
- Diss. de precario ad certum tempus dato. ad L. 12. Pr. de precar. (Resp. Adolf Rupert Sultzberger) Eichsfeld, Wittenberg 1750. (Digitalisat)
- De sensu legis viii. princ. D. de seruitutibus. Wittenberg 1750. (Digitalisat)
- Theses Qvasdam Ivris Controversi Ex Doctrina De Pactis. (Resp. Carl Ernst Schubert) Eichsfeld, Wittenberg 1750.
- Theses iuris controuersi ex doctrina de transactionibus. Wittenberg 1750
- Theses quaedam iuris controversi ex doctrina de postulando. (Resp. Johannes Andreas Günther) Schlomach, Wittenberg 1750. (Digitalisat)
- Diss. de actione de recepto casum fortuitum non persequente. ad explicationem  L. 3. §. 1. π de naut. caupon. stabul. (Resp. August Friedrich Königsdoerffer)Eichsfeld, Wittenberg 1750. (Digitalisat)
- Diss. de fundamento beneficii competentiae fratrum, ad L. 63. pr. 13. pro Socio. (Resp. Paul Friedrich Kesler) Eichsfeld, Wittenberg 1750. (Digitalisat)
- Dissertatio Iuridica De Extensiva Poenarum Interpretatione. (Resp. Johannes Friedrich Fichtel) Schreiber, Danzig 1751. (Digitalisat)
- Dissertatio Jvridica De Officio Jvdicis Si Observantia Legis Sit Dvbia. (Resp. Michael Groddeck) Schreiber, Danzig 1752. (Digitalisat)
- Diss. de societate indiuidua. Danzig 1752.[2]
- De qualitate feudali terrarum limitanearum apud Romanos. Eichsfeld, Wittenberg 1753. (Digitalisat)
- De servitute reviviscente. (Resp. Johannes Gottfried Koch) Eichsfeld, Wittenberg 1755. (Digitalisat)
- Theses Ivris Controversi Ex Doctrina De Restitvtione In Integrvm Praesertim Propter Metvm Dolvmqve Malvm. (Resp.Johann Gottfried Reinhard) Schlomach, Wittenberg 1755. (Digitalisat)
- Theses Ivris Controversi Ex Doctrina De Restitvtione In Integrvm Ob Aetatem Minorem Ac Absentiam. (Resp. Johann Bonaventura Joseph Hermann) Gerdes, Wittenberg 1755. (Digitalisat)
- De lege Aquilia in eos etiam quos contractus ad exactissimam diligentiam non obligat culpam levissimam vindicante. (Resp. Adolph Christian Wendler) Schlomach, Wittenberg 1757. (Digitalisat)
- Diss. de legatorum varii generis indole atque effectu. (Resp. Johannes Gottlob Franz) Gerdes, Wittenberg 1757. (Digitalisat)
- Diss. de locatione servitutis realis, praecipue juris pascendi. Wittenberg 1757.
- Theses iuris contra ex doctrina dei receptis. (Resp. Friedrich Christoph Dittmann) Gerdes, Wittenberg 1757.
- Theses de judiciis, er ubi quisque agere, vel conueniri debeat. Wittenberg 1757 (Digitalisat)
- Theses Ivris Controversi Ex Doctrina Pandectarvm De Inofficioso Testamento Et Hereditatis Petitione Ad L. V. Tit. II. Et III. (Resp.Johannes Gottlob Foertsch) Gerdes, Wittenberg 1757.
- Diss. de usufructu patris in feudo filii. (Resp. Carl Gustav Strauch) Eichsfeld, Wittenberg 1758. (Digitalisat)
- Theses Ivris Controversi Ex Doctrina Pandectarvm De Rei Vindicatione Tam Civili Qvam Praetoria, Ad Lib. VI. Tit. I. Et II. (Resp. Christian Gottlieb Tischer) Schlomach, Wittenberg 1758. (Digitalisat)
- Differentiam Emancipationis Tacitae Romanae Ac Germanica. (Resp. Johann Christian Friedrich Maschke) Eichsfeld, Wittenberg 1759. (Digitalisat)
- Theses Iuris Controversi Ex Doctrina Pandectarum De Iure Emphyteutico Ad Lib. VI. Tit. III (Resp. Johannes Gottlieb Boettcher)  Gerdes, Wittenberg 1759.
- Theses iuris contra de usufructu. Wittenberg 1759.
- Theses iuris controversi ex doctrina Pandectarum de servitutibus praediorum urbanoru. (Resp. Moritz Friedrich Daume)  Schlomach, Wittenberg 1759. (Digitalisat)
- Theses de seruitutibus praediorum rusticorum. Wittenberg 1760.
- Theses Ivris Controversi Ex Doctrina Pandectarvm De Vindicatione Servitvtvm. (Resp. Friedrich Andreas Herold) Schlomach, Wittenberg 1760. (Digitalisat)
- De emphyteuseos renunciatione invito domino invalida. (Resp. Karl Friedrich Meisner) Eichsfeld, Wittenberg 1761. (Digitalisat)
- Theses Ivris Controversi Ex Doctrina Pandectarvm De Noxali De Pavperie Actione Ad Tit. I. Lib. IX. (Resp. Conradus Christians Weise) Eichsfeld, Wittenberg 1761. (Digitalisat)
- Theses de damno iniuria dato. Wittenberg 1761.[3]
- Theses de diuisoriis iuduciis. Wittenberg 1761.[4]
- Theses varii argumenti. Wittenberg 1761.[5]
- Theses de ludis ac sponsionibus Wittenberg 1761.[6]
- Diss. Obseruationes, de eo, quod extremum est in jurisdictione criminali respectu condemnati ad mortem. (Resp. Karl Friedrich Kretschmann) Eichsfeld, Wittenberg 1762. (Digitalisat)
- Diss. usumfructum male utendo non amitti. (Resp. Johannes Samuel Jacobus Kunert) Gerdes, Wittenberg 1762. (Digitalisat)
- Theses Ivris Controversi Ex Doctrina Pandectarvm De Religiosis Et Svmptibvs Fvnervm Lib. XI. Tit. VII. (Resp. Johann Christian Ferdinand Boehm)  Eichsfeld, Wittenberg 1762.
- Theses Iuris Controversi Ex Doctrina Pandectarum De Rebus Creditis L. XII. Tit. I. (Resp. Daniel Friedrich Seyfert)  Eichsfeld, Wittenberg 1762. (Digitalisat)
- Theses de jureiurando. Wittenberg 1762.[7]
- Diss. de postliminio rerum praesertim mobilium. (Resp. Christian Heinrich Drewer) Gerdes, Wittenberg 1763. (Digitalisat)
- Progr. de clerico mercatore. Wittenberg 1763. (Digitalisat)
- Diss. de feudis fiduciariis. (Resp. Adolph Günther von Haugwitz) Gerdes, Wittenberg 1764. (Digitalisat)
- Diss. de donatione mortis causa, ex principiis juris antiqui Germanici non revocabili. (Resp. Johann Carl Kessel) Eichsfeld, Wittenberg 1764. (Digitalisat)
- Diss. de jure in arbores vicini in nostrum prominentes aerem. (Resp. Adolph Adler) Gerdes, Wittenberg 1765. (Digitalisat)
- Theses Ivris Controversi In Doctrina De Lege Commissoria. (Resp.Johann Michael Friedrich Frosch) Dürr, Wittenberg 1766. (Digitalisat)
- Theses de pignore antichretico. (Resp. Friedrich Gottlob Hanack) Dürr, Wittenberg 1766. (Digitalisat)
- De Poena Decreti Divi Marci Eivsqve Ambigvo In Saxonia Vsv. (Resp. Johann Sigismund Strauch) Dürr, Wittenberg 1766. (Digitalisat)
- Theses Ivris Controversi Ex Doctrina De Literarvm Obligationibvs Et Non Nvmeratae Pecvniae Exceptione. (Resp. Johannes Gottfred Hunger) Dürr, Wittenberg 1766. (Digitalisat)
- Diss. de testamento parentum inter liberos minus solenniter nuncupato. (Resp. Friedrich Gottlob Hessling) Gerdes, Wittenberg 1767. (Digitalisat)
- Theses iuris contra de venditione ac cessione jurium, nec non de lege Anastasiana. (Resp. Friedrich Traugott Redlich) Dürr, Wittenberg 1767. (Digitalisat)
- Theses iuris contra de lesione enormi. Wittenberg 1768
- Diss. num creditor eonducens antichresin fructus legitimam usurarum quantitatem excedentes lucretur. Wittenberg 1768
- Theses de indebito eiusque conditione. Wittenberg 1768
- Theses Ivris Controversi Ex Doctrina Pandectarvm De Pignoribvs Et Hypothecis. (Resp. Gottlieb Hieronymus Kraus) Dürr, Wittenberg 1771. (Digitalisat)
- Disquisitio utrum privilegium testamentarium militum eorum uxoribus sit commune? Dürr, Wittenberg 1773.
- Dissertatio inauguralis Quando accusatio contumaciae sit superflua aut frustranea praesertim in foris Saxoniae. (Resp. Christian Friedrich Wetzke) Tzschidrich, Wittenberg 1776. (Digitalisat)
- Dissertatio Inavgvralis Ivridica De Prvdentia Legislatoria In Permittendis Divortiis. (Resp. Johannes Gottlob Hennig) Charisius, Wittenberg 1778. (Digitalisat)
- Dissertatio Philologico-Iuridica De Praesidiis Auctorum Veterum In Explicando Iure Praesertim Romano. (Resp. Carl Friedrich Triller) Dürr, Wittenberg 1779. (Digitalisat)